# Sangiang
Ne doit pas être confondu avec Sangeang.
Sangiang est une île d'Indonésie dans le détroit de la Sonde, située à mi-chemin entre Java et Sumatra. Administrativement, elle fait partie de la province de Banten.

## Projet de pont
Sangiang devrait être un point de passage d'un pont projeté pour franchir le détroit.

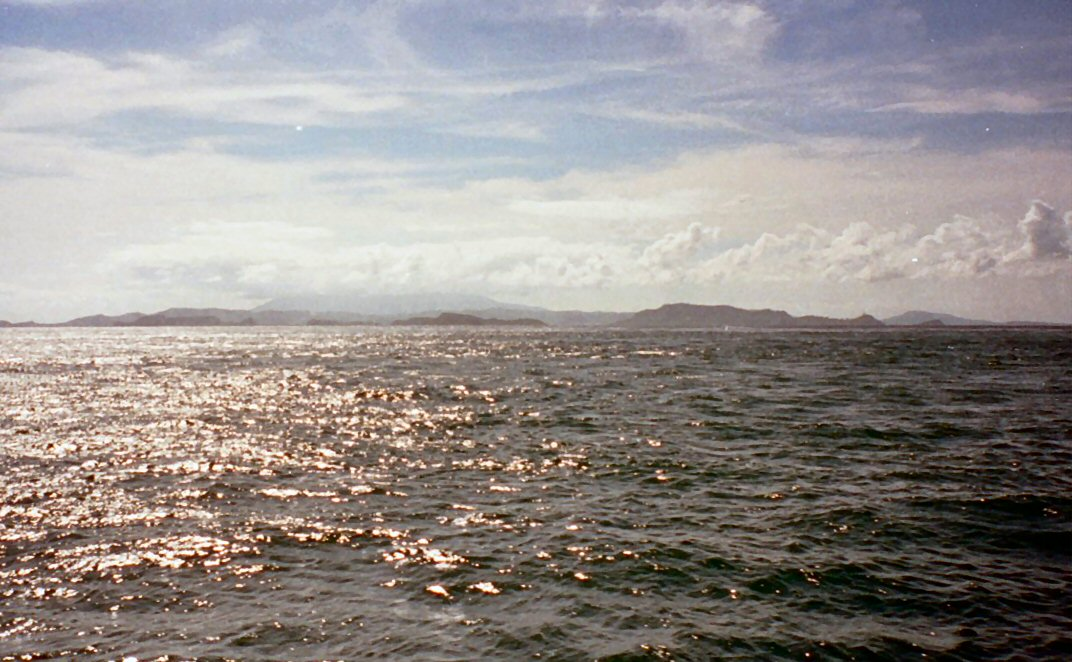
L'île de Sangiang